# Conte di Longford
Conte di Longford è un titolo nobiliare creato per due volte nella parìa d'Irlanda.
Venne conferito la prima volta nel 1677 a Francis Aungier, che era stato già creato nel 1675 visconte di Longoford e che in precedenza era stato III barone di Longford e aveva rappresentato il Surrey alla Camera dei comuni irlandese. Il titolo di barone Aungier di Longford era stato creato nel 1621 per suo nonno, sir Francis Aungier e da questi passò al figlio maggiore, Gerald, secondo barone.
Alice Aungier, sorella del primo e del secondo conte di Longford, sposò sir James Cuffe, membro del Parlamento irlandese per la contea di Mayo, carica che ebbe anche il loro figlio, Francis Cuffe. Il figlio di Francis, Michael Cuffe, fu ancora membro del Parlamento per la contea di Mayo e per Longford Borough e sua figlia Elizabeth Cuffe, sposò nel 1739 Thomas Pakenham, che a sua volta rappresentò Longford Borough nella Camera dei comuni irlandese.
Nel 1756 per Thomas Pakenham fu ripreso il titolo in passato portato dagli antenati della moglie ed egli fu elevato alla Parìa d'Irlanda come "barone di Longford". Nel 1785 venne ripreso anche il titolo comitale e la moglie Elizabeth fu creata contessa di Longford nel suo pieno diritto, nell'ambito della parìa d'Irlanda.
A Lord Longford succedette il figlio maggiore, il secondo barone, che rappresentò la Contea di Longford nel Parlamento irlandese. Gli succedette il figlio, il terzo barone, che nel 1794 succedette inoltre a sua nonna come secondo conte di Longford. Lord Longford sedeva nella Camera dei lord britannica. Nel 1821 fu creato barone Silchester nella parìa del Regno Unito, ottenendo per sé e per i propri discendenti un posto alla Camera dei lord.
Gli succedette suo figlio maggiore, il terzo conte, al quale, morto celibe, succedette il fratello minore, il quarto conte. Questi era un politico conservatore e fu in carica come sottosegretario di Stato per la guerra (1866-1868) sotto il conte di Derby e Benjamin Disraeli.
Suo figlio, il quinto conte, fu lord luogotenente di Longford (1887-1915). Venne ucciso in azione a Gallipoli nel 1915. Gli succedette suo figlio maggiore, il sesto conte, al quale, morto senza figli, subentrò nei titoli il fratello minore, il settimo conte. Fu un politico e un attivista sociale. Nel 1945, venne elevato alla paria del Regno Unito come barone Pakenham.
A partire dal 2001 i titoli sono detenuti da suo figlio maggiore, l'ottavo conte. Conosciuto semplicemente come Thomas Pakenham, è uno scrittore e uno storico.
La residenza ufficiale è Tullynally Castle, precedentemente conosciuto come Pakenham Hall, ma rinominato dall'attuale proprietario, Thomas Pakenham.

## Baroni di Longford (1621)
- Francis Aungier, I barone di Longford (1562-1632)
- Gerald Aungier, II barone di Longford (?-1655)
- Francis Aungier, III barone di Longford (1632-1700) (creato conte di Longford nel 1677)

## Conti di Longford (1677)
- Francis Aungier, I conte di Longford (1632-1700)
- Ambrose Aungier, II conte di Longford (?-1706)

## Baroni di Longford (1756)
- Thomas Pakenham, I barone di Longford (1713-1766)
- Edward Pakenham, II barone di Longford (1743-1792)
- Thomas Pakenham, III barone di Longford (1774-1835) (successe alla nonna come conte di Longford nel 1794)

## Conti di Longford (1785)
- Elizabeth Pakenham, I contessa di Longford (1719-1794)
- Thomas Pakenham, II conte di Longford (1774-1835)
- Edward Pakenham, III conte di Longford (1817-1860)
- William Pakenham, IV conte di Longford (1819-1887)
- Thomas Pakenham, V conte di Longford (1864-1915)
- Edward Pakenham, VI conte di Longford (1902-1961)
- Francis Pakenham, VII conte di Longford (1905-2001)
- Thomas Pakenham, VIII conte di Longford (1933)

L'erede è il figlio maggiore dell'attuale conte, Edward Melchior Pakenham, lord Silchester (1970).